# Station Spinas
Het station van Spinas is een spoorwegstation gelegen langs de Albulabahn tussen Chur en Sankt Moritz. Het Spinas is gelegen in het "Val Bever", een zijvallei van het Engadin in het kanton Graubünden nabij het zuidelijke tunnelportaal van de Albulatunnel. Nabij het station van Spinas bevindt zich de herberg "Gasthaus Spinas". Verder zijn in deze verlaten vallei slechts een handvol (verlaten) boerderijen terug te vinden.